# Carlton Centre
El Carlton Centre es un rascacielos de oficinas ubicado en Johannesburgo (Sudáfrica). Con 223 metros es el segundo rascacielos más alto de África después después de The Leonardo y el rascacielos más alto de oficinas. 
El Carlton Center fue diseñado por el estudio de arquitectura estadounidense Skidmore, Owings and Merrill.  Anglo American Properties comenzó las obras a finales de la década de 1960 al demoler el viejo Carlton Hotel y cerrar las carreteras para formar un supermanzana en la ciudad. Las excavaciones para el Carlton comenzaron en enero de 1967 y tardaron 2 años en completarse. Aunque la ocupación del Centro comenzó en 1971, la construcción no se completó finalmente hasta 1974. El rascacielos se inauguró oficialmente en 1973 a un costo total de más de 88 millones de rands sudafricanos. El diseño del rascacielos es muy similar al de la Seneca One Tower en Búfalo, Nueva York, completado en 1973.